# Пригородній (Курська область)
Пригородній (рос. Пригородный) — селище в Обоянському районі Курської області Російської Федерації.
Населення становить 1018 осіб. Входить до складу муніципального утворення Зоринська сільрада.

## Історія
Населений пункт розташований на території українського етнічного та культурного краю Східна Слобожанщина.
Від 2004 року входить до складу муніципального утворення Зоринська сільрада.

## Населення
| 2002 | 2010  |
| ---- | ----- |
| 1146 | ↘1018 |